# Altinum
Altinum (Oudgrieks: Ἄλτινον) was een Romeinse stad in de huidige Italiaanse gemeente Quarto d'Altino, regio Veneto. Deze oude nederzetting van de Veneti groeide na de Romeinse verovering uit tot een belangrijke handelshaven dankzij de ligging aan de Lagune van Venetië en langs enkele belangrijke Romeinse wegen.
Van het oude Altinum is een archeologisch gebied overgebleven. Er staat ook een museum. Het huidige Altino, onderdeel van de gemeente Quarto d'Altino, is overigens een kleine plattelandskern die in de negentiende eeuw werd gebouwd.

## Oorsprong
Zoals uit de gedane vondsten is gebleken, werd het grondgebied van Altinum door mensen gebruikt vanaf 8000-5000 v.Chr., maar het duurt tot aan de bronstijd (1500-1300 v.Chr.) voordat er gesproken kan worden van een stabiele menselijke aanwezigheid.
Rond 1000 v.Chr. werd door de Veneti een permanent bewoond centrum gesticht. Tegen het einde van 600 v.Chr. was Altinum al een belangrijke haven, een verplichte tussenstop voor het handelsvervoer tussen de handelsplaatsen Spina en Adria en de noordelijke gebieden.
Over deze periode is niet veel bekend. Waarschijnlijk had de plaats geen samenhangende stedelijke structuur, maar waren er meerdere woonkernen met hutten op een heuvel. Zoals gebruikelijk in de beschavingen van de Veneti, werden de necropolissen in een cirkel rondom de stad gebouwd.

## Romeinse periode
In de 2e eeuw v.Chr. onderging Altinum hetzelfde lot als de Veneti en werd de plaats door de Romeinen onderworpen. De romanisering begon in 131 v.Chr. met de aanleg van de Via Annia. Vanaf dat moment begonnen de bewoners het Romeinse stedelijke concept over te nemen en vanaf 89 v.Chr. onderging Altinum een eerste proces van verstedelijking. Dit proces eindigde in de jaren 49-42, toen in Altinum het Romeinse recht werd toegepast en de stad werd verheven tot municipium van de stam der Scaptia.
De aanleg van andere wegen, zoals de Via Claudia Augusta en de wegen die het rechtstreeks met Treviso en Oderzo verbonden, zorgde ervoor dat het een belangrijk handelscentrum werd, een cruciaal knooppunt voor de routes tussen de Middellandse Zee en het noorden. Deze ontwikkelingen waren aan het einde van de 1e eeuw n.Chr. voltooid.
Deze bloeiperiode wordt niet alleen bevestigd door de archeologische vondsten die zijn gedaan, maar blijkt ook uit schriftelijke stukken uit die periode, al zijn het er niet veel. In het provinciaal museum op het eiland Torcello in de Lagune van Venetië staat een architraaf ter herinnering aan het feit dat de Romeinse keizer Tiberius tempels, arcades en tuinen aan de stad heeft geschonken. De Epigrammen van de Romeinse dichter Martialis, de Naturalis historia van Plinius de Oudere en de De re rustica van Columella verwijzen naar een bloeiende economie waarin de wolproductie, de teelt van sint-jakobsschelpen en het fokken van melkkoeien een belangrijke rol speelden. Martialis dichtte over de prachtige villa's van de stad, met uitzicht op de beroemde kustlijn.
Preciezer zijn de verwijzingen naar de belangrijke waterbouwkundige werken die door de Romeinse architect en schrijver Vitruvius en de Griekse geograaf Strabo vergeleken werden met de werken in de steden Ravenna en Aquileia. De stad was in een moerassig gebied gebouwd, maar beschikte over een efficiënt stelsel van rivieren en kanalen dat garant stond voor de afvoer van het overtollige water. De stad zelf was voorzien van een netwerk van kanalen. Deze kanalen werden door middel van bruggen en veerboten overgestoken, vergelijkbaar met het huidige Venetië.
In januari van het jaar 169 stierf keizer Lucius Verus in de buurt van Altinum. Hij keerde samen met zijn broer Marcus Aurelius terug naar Italië van een expeditie tegen de Germaanse stam van de Marcomannen tijdens de Marcomannenoorlog (166-180 n.Chr.).

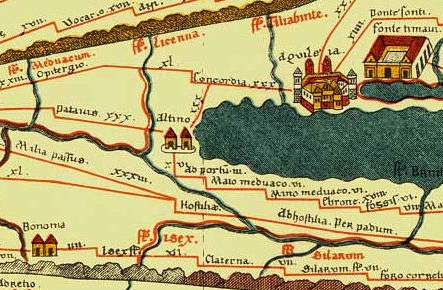
Tabula Peutingeriana - Altinum

Net als alle andere steden in de regio raakte ook Altinum vanaf de tweede eeuw n.Chr. in verval, zoals blijkt uit het kleinere aantal archeologische vondsten uit die tijd. De stad heeft echter een tijdlang haar leidende rol behouden: op de Tabula Peutingeriana of Peutingerkaart, een kopie van een vierde-eeuwse Romeinse landkaart, wordt Altinum nog steeds vermeld en afgebeeld als een ommuurde stad met twee torens. Er is ook een passage van Servius Marius Honoratus bekend over hoe de jacht, de vogelkweek en zelfs de landbouw in Altinum per boot plaatsvonden: het kanalenstelsel was dus nog in goede staat.

### Christendom
In dezelfde periode werd de stad verheven tot bisdom, wat het belang van de stad laat zien. Vanaf het einde van de vierde eeuw beschikken we over preciezere aanwijzingen dankzij de verzamelde briefwisseling tussen Hiëronymus van Stridon en Heliodorus, de eerste bisschop van de stad Altinum. Uit de brieven kunnen we afleiden dat de christelijke aanwezigheid in Altinum op dat moment wijd verspreid was: er was een kathedraal, nevenkerken en kleine kapelletjes voor de verering van martelaren. Er is zelfs een korte beschrijving van de kathedraal, die waarschijnlijk was vernoemd naar Maria. In deze beschrijving had de kathedraal een grote ingang, kleinere deuren achter grote gordijnen, een enkel altaar, een sacristie, gepolijste vloeren en muren zonder inkervingen. Er is echter geen archeologisch bewijs, met uitzondering van enkele met kruisen versierde voorwerpen.

## Verval
Aan de vooravond van de verwoesting door Attila de Hun had Altinum nog steeds een eigen stedelijke structuur. De achtste-eeuwse auteur Paulus Diaconus noemt Altinum in zijn Historia Romana in één adem met de Italiaanse plaatsen Aquileia, Concordia en Padua en plaatst de stad impliciet op hetzelfde niveau.
Historici uit de 21ste eeuw twijfelen sterk of het standpunt dat beschreven is in de kronieken van de Venetiërs wel klopt: hierin staat dat de stichting van de stad Venetië verband houdt met de plundering van Altinum door de Hunnen in 452, maar de stad overleefde deze verwoesting en bleef nog enkele eeuwen bestaan. Het verdwijnen van de stad Altinum houdt eerder verband met latere invasies, zoals de invallen van de Longobarden en de Hongaren. Maar het waren vooral de stijging van de zeespiegel en het verwaarlozen van het waterreguleringssysteem, die het einde van Altinum veroorzaakten.
In deze periode zien we ook de verplaatsing van de belangrijkste kerkelijke instellingen, in het bijzonder van het bisdom (verplaatst naar het eiland Torcello) en van het klooster van Santo Stefano (heropgebouwd op het eiland San Servolo).
Tijdens de Middeleeuwen bleef Altinum bezocht worden, ook al was het op dat moment niet meer dan een zeer bescheiden plattelandsdorpje, omgeven door moerassen. Er zijn maar weinig geschriften over het gebied zelf, meestal hebben ze betrekking op de verschillende kerkelijke instellingen (klooster van Santi Felice e Fortunato, klooster van San Giorgio Maggiore, bisschop van Torcello) of op de families (Carbonara, Collalto, Marcello, Querini) die bezittingen hadden in het gebied. Een geschrift uit 1095 getuigt van het bestaan van een Altino Maiore en een Altino Pitulo, een aanwijzing dat de stad zich misschien in twee kernen had gesplitst. Uit het geschrift kan eveneens worden afgeleid dat de kerken Santa Maria (de oude kathedraal), San Martino en Sant'Apollinare nog steeds bestonden.
Het duurde nog tot de vijftiende eeuw voordat men weer kon spreken van vaste bewoners van het huidige Quarto d'Altino, terwijl de inpoldering en kolonisatie van de directe omgeving van Altino pas vanaf de negentiende eeuw zou plaatsvinden.

## Omgeving
Het landbouwgebied strekte zich uit tussen de rivieren Musone en Sile. De stad lag als het ware aan de rand, ofwel aan het zuidwestelijke uiteinde van dit gebied. Vermoedelijk werd de zogenaamde centuratio, een Romeins verkavelingspatroon, in 49 v.Chr. uitgevoerd. De wegen liepen grofweg van west naar oost (decumanus genaamd) en van zuid naar noord (cardo genaamd). Dit systeem bestaat vandaag de dag nog steeds, waardoor sommige huidige wegen en sloten samenvallen met de oude. De cardines lijken beter bewaard te zijn gebleven dan de decumani, waarschijnlijk omdat deze laatste meer te lijden hebben gehad van de werkzaamheden voor de waterhuishouding van het gebied. Deze wegen liepen namelijk meestal dwars over de waterstromen. Ook het meest westelijke deel van het netwerk lijkt beter zichtbaar, want door de ondergang van de stad had het verkeer zich naar dit gebied, vlak bij de Via Aurelia, verplaatst.

## Archeologische opgravingen
De eerste archeologische vondsten werden aan het einde van de negentiende eeuw gedaan, dankzij de geleidelijke drooglegging van het moerasgebied. In 1960 werd het Nationaal Archeologisch Museum van Altino (MANA) opgericht. Dit zorgde voor een toename van opgravingen waardoor er meer vondsten werden gedaan. In de zomer van 2015 werd het nieuwe MANA-gebouw in gebruik genomen.
Een belangrijk hulpmiddel is luchtfotografie. Hierdoor is gebleken dat de stad gelegen was op een heuvel, 2 tot 3 meter boven de zeespiegel en door een bevaarbaar kanaal werd doorkruist. Daarnaast was het mogelijk om een deel van de verdedigingsmuur te identificeren, een poort, enkele particuliere huizen, een deel van een havengebied en delen van de openbare wegen die naar de stad leidden. In 2008 heeft een team van wetenschappers van de Universiteit van Padua een geomorfologisch onderzoek uitgevoerd (in juli 2009 gepubliceerd in het tijdschrift Science), waarbij zij enkele lucht- en satellietfoto's opnieuw hebben bestudeerd met behulp van een infraroodfilter. Deze foto's zijn genomen in de zomer van 2007 tijdens een periode van langdurige droogte. Door de verschillende concentraties van chlorofyl in de landbouwgewassen was het mogelijk om een zeer gedetailleerde kaart van de stad te reconstrueren en wijken en gebouwen te ontdekken waarvan het bestaan onbekend was, inclusief een theater en een amfitheater met een totale diameter van ongeveer 150 x 110 meter. Met deze afmetingen kwam het amfitheater van Altinum qua grootte in de buurt van de Arena van Verona.
Wat er overblijft van de oude Romeinse stad zijn vandaag de dag alleen nog de opgravingen in het open landschap.